# João Tomé da Silva
João Tomé da Silva (Sobral, 25 de janeiro de 1842 — Recife, 4 de abril de 1884) foi um professor, advogado e político brasileiro.
Era filho do comendador João Tomé da Silva (1815-1888) e de Maria da Penha Frota (1821-1877) e tio do engenheiro e político João Tomé de Saboia e Silva.
Foi advogado, formado pela Faculdade de Direito do Recife em 1865, cidade na qual foi promotor público.
Foi presidente da província do Espírito Santo, nomeado por carta imperial de 25 de outubro de 1872, de 28 de dezembro de 1872 a 8 de outubro de 1873, da província de Santa Catarina, nomeado por carta imperial de 1 de outubro de 1873, assumindo o cargo em 24 de outubro de 1873, governando até 23 de abril de 1875, quando assumiu interinamente a presidência o 4° vice-presidente tenente-coronel Luís Ferreira do Nascimento Melo, que completou o mandato em 7 de agosto de 1875, e da província de Alagoas, nomeado por carta imperial de 10 de abril de 1876, de 27 de maio de 1876 a 7 de junho de 1877.
Projetou e iniciou em 15 de abril de 1875 o monumento aos heróis catarinenses da Guerra do Paraguai (1864 a 1870), inaugurado em 1 de janeiro de 1877 no governo do presidente Alfredo d'Escragnolle Taunay. Este monumento está localizado na Praça XV de Novembro, no centro de Florianópolis.
O governo imperial condecorou-o, dando-lhe o oficialato e depois a comenda da Imperial Ordem da Rosa.
Foi professor da Faculdade de Direito do Recife a partir de 1877.